# Miles Teller
Miles Alexander Teller (n. 20 februarie 1987) este un actor american. A debutat în cinematografie în Rabbit Hole (2010). A avut roluri secundare în Footloose (2011) și Project X (2012), urmate de rolul principal Sutter Keely din The Spectacular Now (2013), bine apreciat de critici, pentru care a primit Premiul Special al Juriului Festivalului de Film pentru un actor în rol dramatic. În 2015, Teller a jucat în rolul lui Andrew Neiman din Whiplash, pentru care a fost nominalizat la Premiul Gotham pentru cel mai bun actor, Premiul Satellite pentru cel mai bun actor și Premiul BAFTA pentru cel mai bun star în ascensiune.
Mai este cunoscut pentru seria Divergent.